# Emil Bürgin

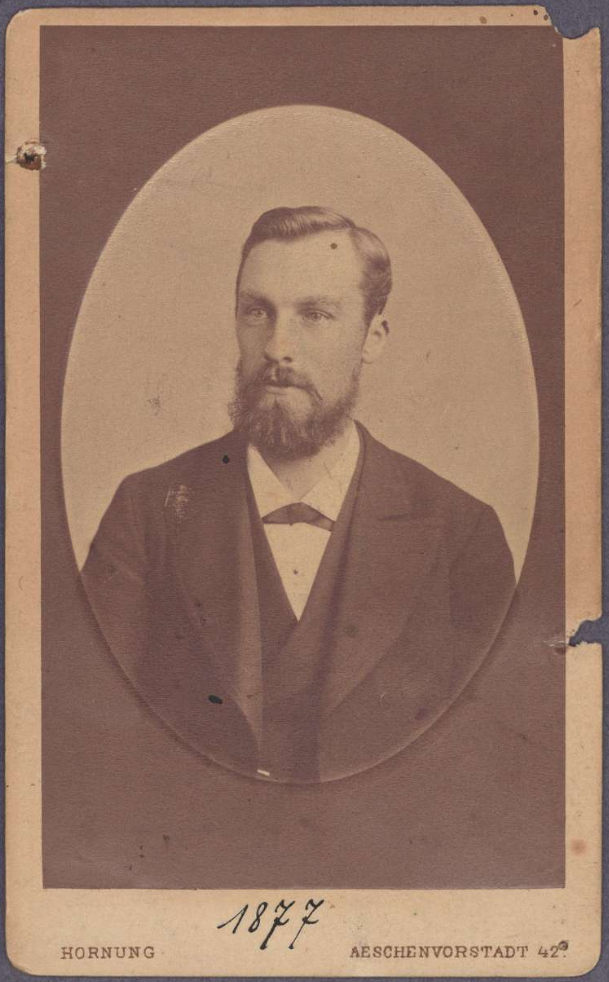
Emil Bürgin

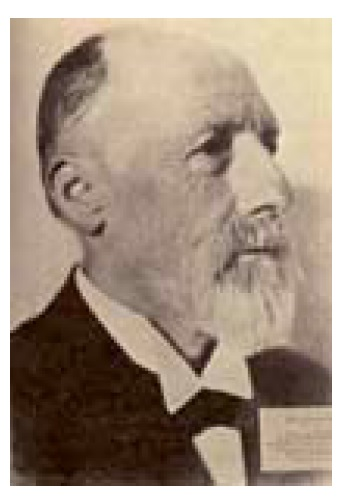
Emil Bürgin, um 1920

Emil Bürgin (* 23. August 1848 in Basel; † 15. Juli 1933 ebenda) war ein Schweizer Elektrotechniker aus dem damaligen Kanton Basel in der Schweiz.
Emil Bürgin war der eigentlicher Vater des schweizerischen Elektromaschinenbaus.

## Familie
Emil war der Sohn von Johann Jakob Bürgin und der Elisabeth Anna geborenen Wüst. Nach der Grundschule besuchte er das humanistische Gymnasium und die Oberrealschule in Basel. Anschliessend absolvierte er eine Mechanikerlehre in der Maschinenfabrik Socin & Wick in Basel. Von 1868 bis 1871 studierte er am Eidgenössischen Polytechnikum Zürich.
1877 heiratete er Ella Mallery Turner, eine amerikanische Staatsbürgerin. Nach 50 Ehejahren konnten sie 1927 die Goldene Hochzeit feiern.

## Werdegang
Nach Ableistung der Offiziersschule zum Oberstleutnant der Genietruppen ging er nach Paris. Dort arbeitete er 1871 und 1872 als Maschinenschlosser. Abends hörte er sich am Conservatoire National des Arts et Métiers wissenschaftliche Vorträge an. 1872 reiste er als Schiffsmaschinist nach New York und zurück.
Im Herbst hatte er eine Anstellung als Ingenieur bei der durch Charles Brown 1871 gegründeten Schweizerischen Maschinen- und Lokomotivfabrik in Winterthur. Dort konstruierte er eine Lokomotive, deren Adhäsion er durch Magnetisierung einer Achse beträchtlich steigerte. Obgleich sie sich in Versuchen bewährte, fand sie kein Interesse.

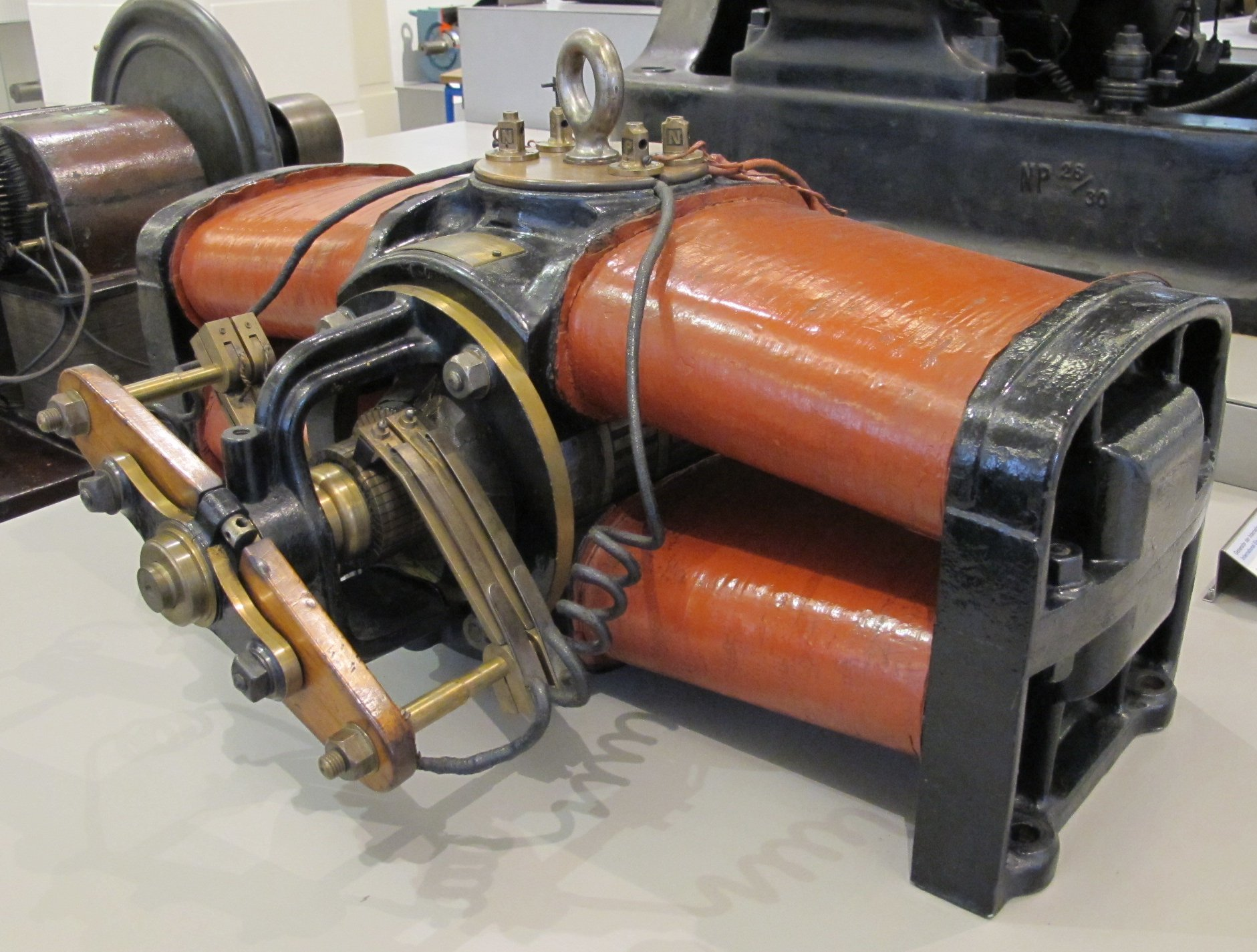
Gleichstrommaschine von Bürgin, um 1880

1875 entwickelte er eine Gleichstrommaschine und eine selbstregulierende Bogenlampe. Für die Herstellung dieser Geräte konnte Bürgin mit R. E. Crompton & Co. in London einen Lizenzvertrag abschliessen.
Ab 1876 bis 1880 war er in Genf tätig. Bei der Société genevoise d’instruments de physique (SIP) konnte er mit seinem Lehrling René Thury nach Plänen von Théodore Turrettini einen elektrischen Minenzündapparat entwickeln. Er fand eine Lösung, die Welligkeit des handbetriebenen Gleichstromdynamos zu verringern. Dieses Gerät wurde bei der Schweizer Armee bis in die 1930er-Jahre verwendet. Auf der Grundlage des Minen-Zündapparates entwickelte er den ersten in Serienfertigung hergestellten schweizerischen Gleichstromdynamo für den Maschinenbetrieb.
1876 konnte er für die Genfer R. Pictet & Co ihre 1875 entwickelte Eismaschine an der Weltausstellung in Philadelphia vorführen. Solcherlei Maschinen waren in Amerika noch nicht bekannt. Es war eine Kompressions-Kältemaschine mit CO2 als Kältemittel. Nach der Ausstellung baute er für Pictet in New York eine Eisfabrik. Diese war für einen täglichen Ausstoss von 24 Tonnen Eis konzipiert.
Hier heiratete er 1877 Ella Turner und kehrte mit ihr in die Schweiz zurück. Für Pictet leitete er in Südeuropa den Bau zahlreicher Eismaschinenanlagen.
In gemieteten Räumen in Basel begann er im März 1881 mit der Fabrikation seiner Gleichstromdynamos und Bogenlampen. Er zeigte seine Geräte an der Internationalen Elektrizitätsausstellung ab 15. August 1881 in Paris. Diese wurden mit einer Goldmedaille ausgezeichnet. Nach der Ausstellung trat im Herbst 1881 Ludwig Rudolf Alioth der Firma Bürgin bei. Sie gründeten die Bürgin & Alioth, elektrotechnische Werkstätte und produzierten vorerst weiter Bürgins elektrischen Apparate.

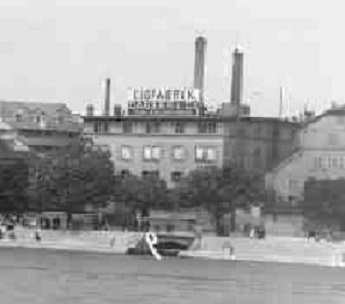
Eisfabrik Bürgin, am Riehenteich, im Kleinbasel, am Rhein

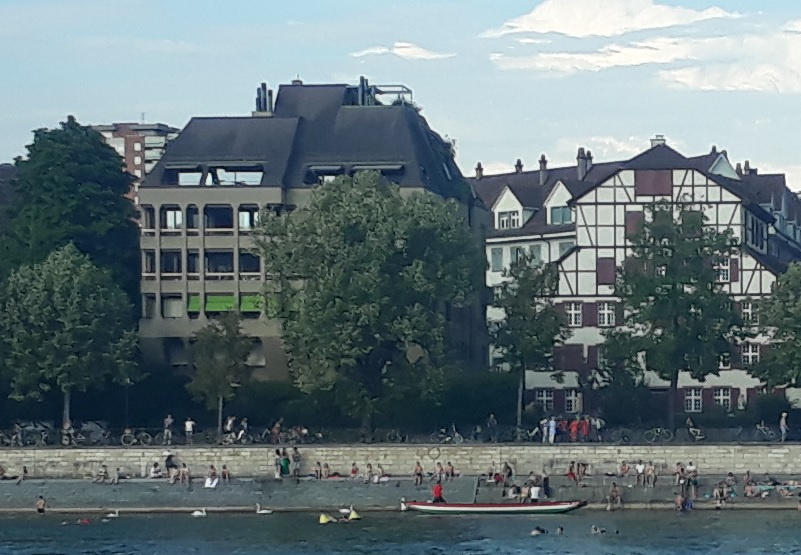
Anstelle der Eisfabrik steht ein Wohngebäude. 2023

Nach Meinungsverschiedenheiten mit der Stadt Basel über den Aufbau eines elektrischen Versorgungsnetzes verlegten die Unternehmer 1882 ihren Betrieb ins nahe Münchenstein. 1883 war die Firma auf der Schweizerischen Landesausstellung 1883 in Zürich vertreten. Kurz danach überliess Bürgin seinem Partner das Geschäft, behielt jedoch seine Beteiligung. Er gründete 1884 im Kleinbasel am Riehenteich in der Nähe des Rheins eine Eisfabrik, in der er auch Kohlensäure verflüssigte. In dieser Sparte war Bürgin damals der einzige in der Schweiz. 1888 musste er seine Fabrik dem steigenden Bedarf anpassen.
Als die Basler Chemische Industrie begann ihren Eisbedarf in Eigenregie herzustellen verlor er die Hauptabnehmer seiner Produktion. Bürgin betrieb das Kohlensäuregeschäft noch bis zu seinem Tod am 15. Juli 1933.
Am Unteren Rheinweg steht heute (2023) anstelle der ehemaligen Eisfabrik ein stattliches Wohngebäude. Der Einlauf des Riehenteichs ist an der Quaimauer nicht mehr zu erkennen.

## Patente und Ehrungen
- 1874 erhielt er ein Patent für seine Entwicklung durch Magnetisierung einer Lokomotivachse deren Adhäsion zwischen Bahnräder und Schiene zu steigern.
- 1875 erhielt er ein Patent für seinen Gleichstromdynamo
- Am 14. Dezember 1882 erhielt er das Patent für seine "Elektrische Regulatorlampe"[7]
- Goldmedaille für Gleichstromdynamo und Bogenlampe, verliehen anlässlich der  Internationalen Elektrizitätsausstellung 1881 in Paris
- Der Schweizerische Elektrotechnische Verein (SEV) ernannte Emil Bürgin zum Ehrenmitglied